# Lago Ashuanipi
O Lago Ashuanipi é um lago de água doce localizado na província de Terra Nova e Labrador, no Canadá.
Este lago encontras-se nas coordenadas geográficas 52°38'33"N 66°9'59"W 